# Der Seenländer
Der Seenländer ist ein knapp 150 km langer Rundwanderweg im Fränkischen Seenland in Mittelfranken (Bayern).

## Lage
Der Weg erstreckt sich über die Landkreise Weißenburg-Gunzenhausen, Ansbach und Roth. Er verbindet die Seen des Fränkischen Seenlandes, Altmühlsee, Großer Brombachsee, Kleiner Brombachsee, Igelsbachsee und Rothsee. Daneben führt er durch die charakteristischen Landschaften des Gebietes, wie den Mönchswald und das Spalter Hügelland, vorbei an Altstädten, Museen und fränkischen Biergärten.

## Verlauf
Meist verläuft der Weg auf eigener Trasse, abseits von Straßen, teils auf Pfaden. Er gliedert sich in elf Etappen:
1. Petersgmünd – Eckersmühlen
2. Eckersmühlen – Fuchsmühle
3. Fuchsmühle – Altenheideck
4. Altenheideck – Pleinfeld
5. Pleinfeld – Langlau
6. Langlau – Schlungenhof
7. Schlungenhof – Ornbau
8. Ornbau – Muhr am See
9. Muhr am See – Gräfensteinberg
10. Gräfensteinberg – Spalt
11. Spalt – Petersgmünd

## Sehenswertes
- Der Rothsee mit dem Naturschutzgebiet Nordwestufer der Rothsee-Hauptsperre
- Die Steinbrüche von Wernsbach
- Das Schnittlinger Loch
- Der Altmühlsee
- Der Brombachsee mit den Naturschutzgebieten Halbinsel im Kleinen Brombachsee und Grafenmühle

## Bilder

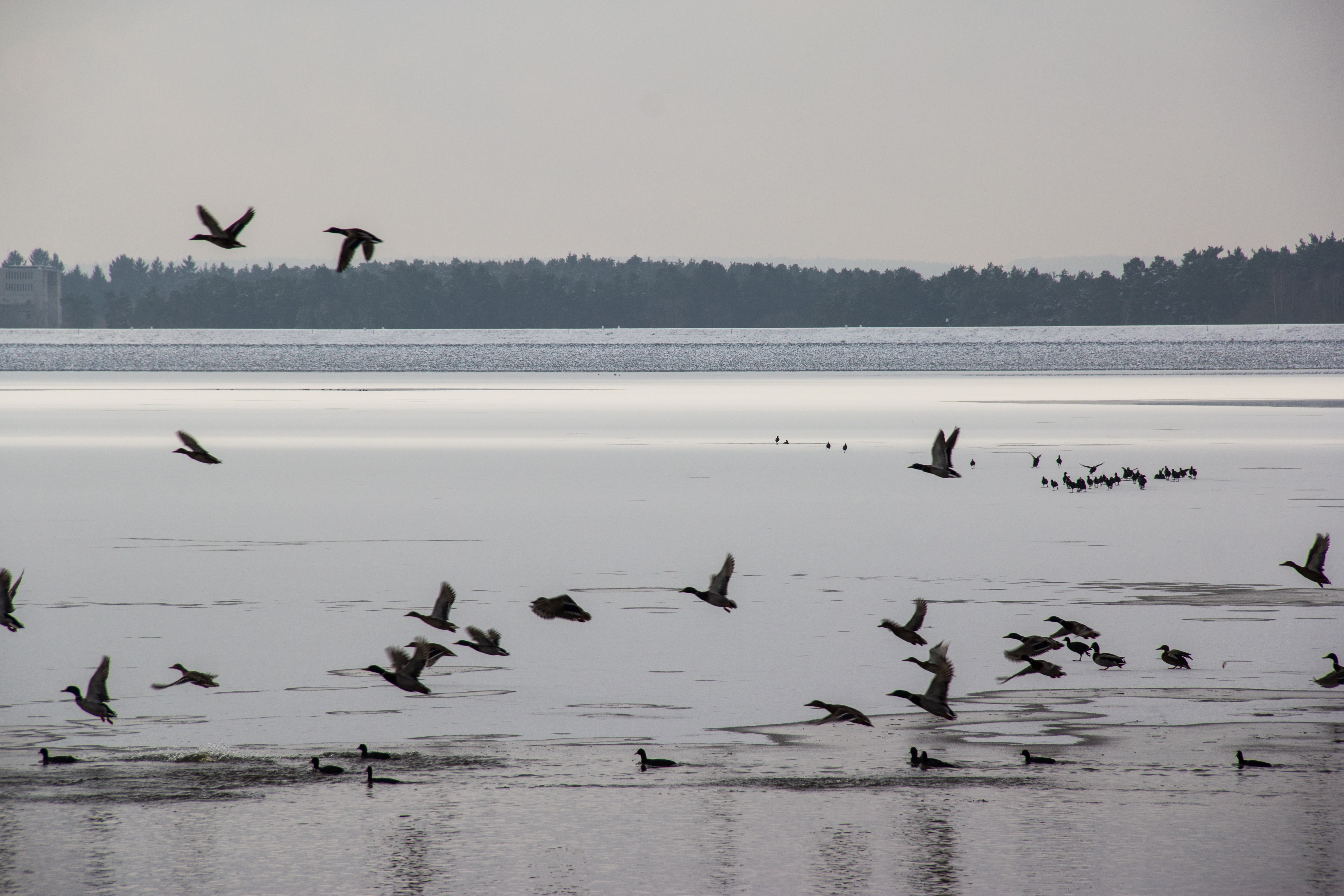
Rothsee im Winter
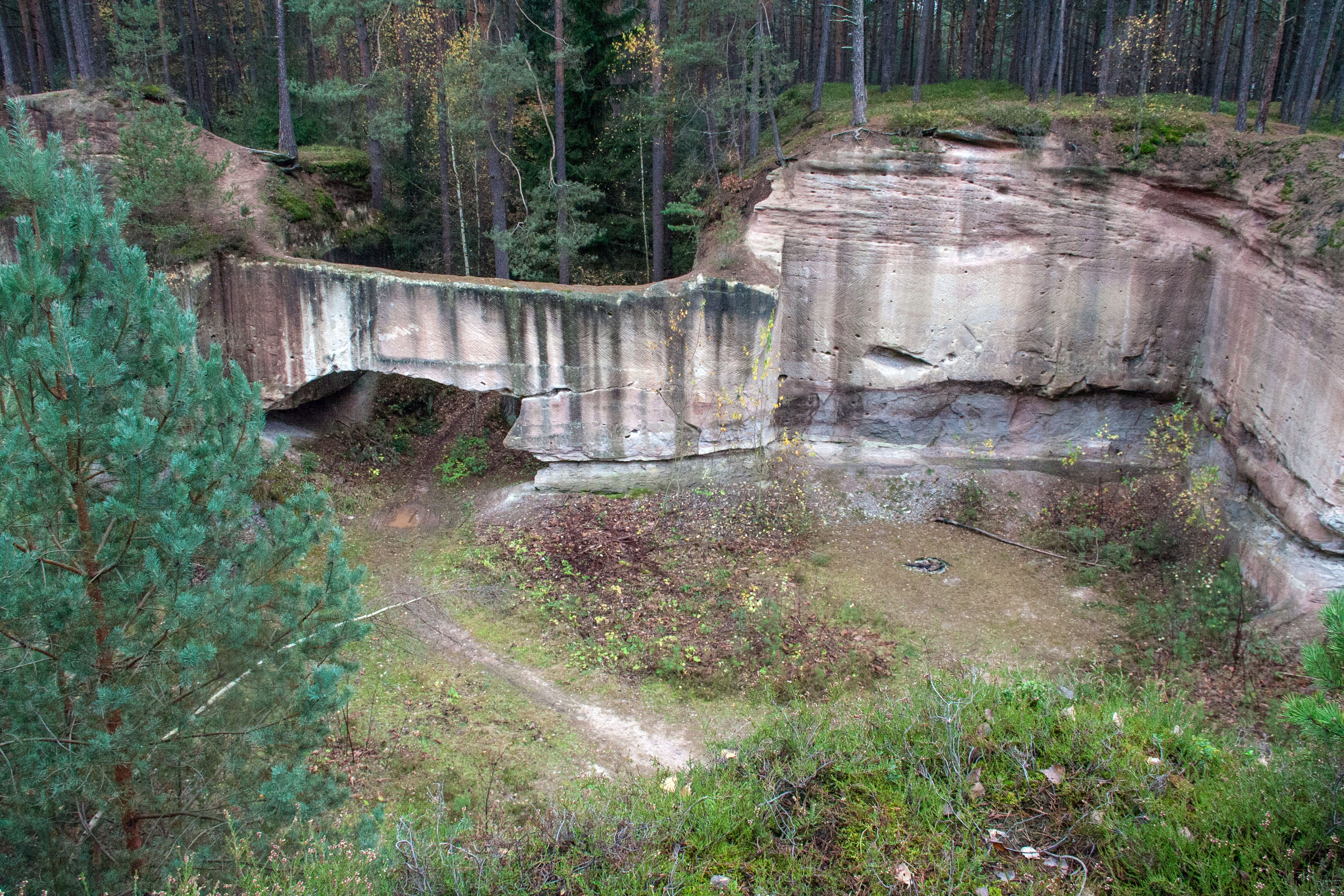
Steinbruch Wernsbach
Schnittlinger Loch
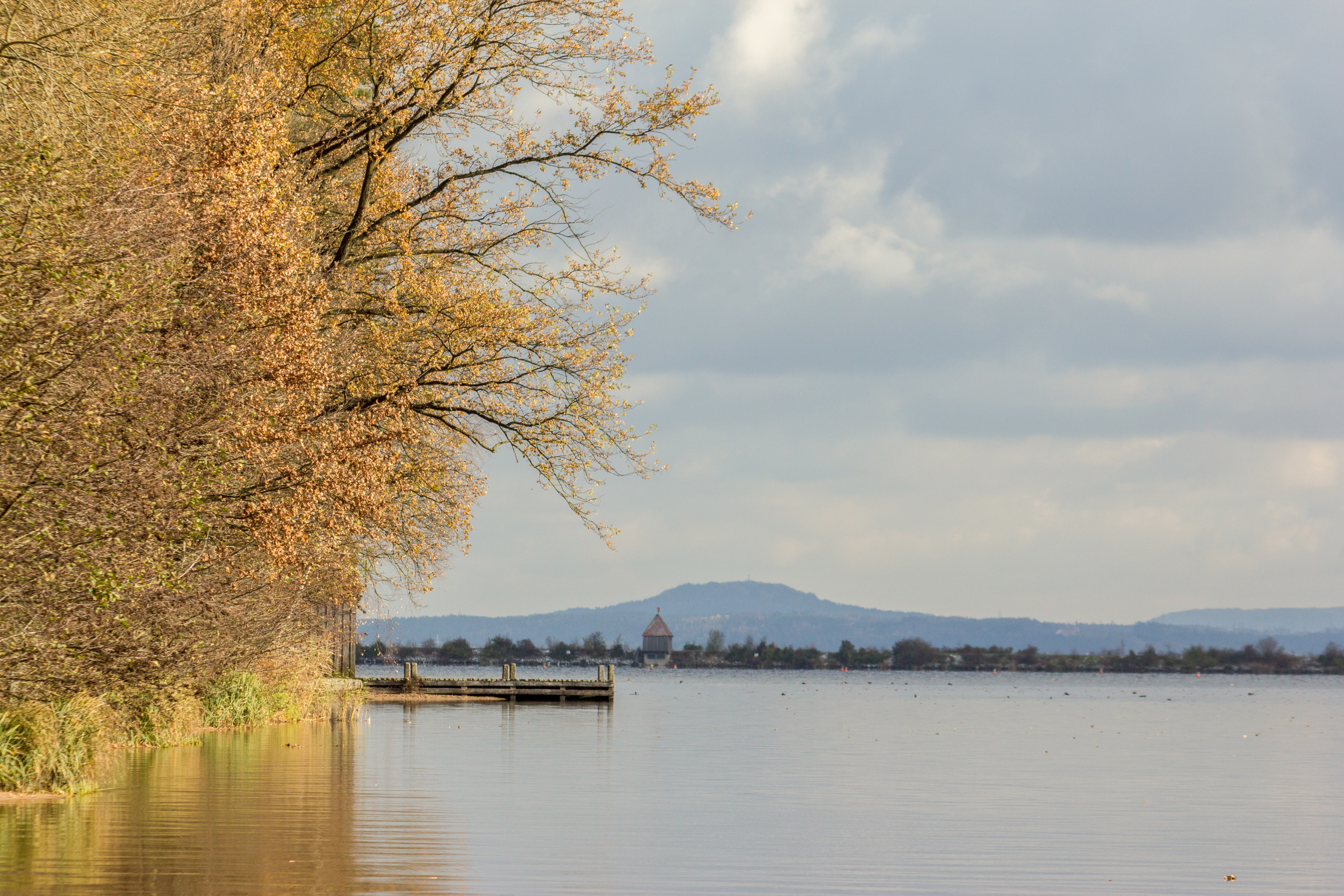
Brombachsee